# Episodi di Mike, Lu & Og
Elenco degli episodi della serie televisiva animata Mike, Lu & Og.
In Italia la prima stagione è stata trasmessa da Cartoon Network dal 2000. La seconda stagione è stata trasmessa dal 13 maggio al 29 maggio 2002.

## Episodio pilota
| nº | Titolo originale | Titolo italiano | Prima TV USA    | Prima TV Italia |
| -- | ---------------- | --------------- | --------------- | --------------- |
| 1a | Crash Lancelot   |                 | 7 novembre 1998 |                 |

## Prima stagione
| nº  | Titolo originale            | Titolo italiano                | Prima TV USA     | Prima TV Italia |
| --- | --------------------------- | ------------------------------ | ---------------- | --------------- |
| 1a  | Sultans of Swat             | La regina del baseball         | 12 novembre 1999 | 2000            |
| 1b  | Tea for Three               | La tazzina da tè               | 12 novembre 1999 | 2000            |
| 2a  | The Tube                    | La forza della televisione     | 19 novembre 1999 | 2000            |
| 2b  | Roller Madness              | Roller mania                   | 19 novembre 1999 | 2000            |
| 3a  | Losing Lancelot             | Il grande salvataggio          | 26 novembre 1999 | 2000            |
| 3b  | Buzz Cut                    | Volo in elicottero             | 26 novembre 1999 | 2000            |
| 4a  | Elephant Walk               |                                | 3 dicembre 1999  | 2000            |
| 4b  | Palm Pet                    | Una palma per amica            | 3 dicembre 1999  | 2000            |
| 5a  | Yo, Ho, Who?                | L'isola dei pirati             | 10 dicembre 1999 | 2000            |
| 5b  | A Boy's Game                | L'imbattibile videogioco       | 10 dicembre 1999 | 2000            |
| 6a  | Whole Lotta Shakin'         | Le terme bollenti              | 17 dicembre 1999 | 2000            |
| 6b  | The Mother of All Marathons | La maratona                    | 17 dicembre 1999 | 2000            |
| 7a  | Hot Couture                 | Sfilata di moda                | 7 gennaio 2000   | 2000            |
| 7b  | Opposites Attack            | Troppo lavoro per il povero Og | 7 gennaio 2000   | 2000            |
| 8a  | Scopin' It Out              |                                | 14 gennaio 2000  | 2000            |
| 8b  | The Good Ship Bad           | Caccia al tesoro               | 14 gennaio 2000  | 2000            |
| 9a  | High Rise                   | La torre                       | 21 gennaio 2000  | 2000            |
| 9b  | The Great Snipe Hunt        | Avventura di caccia            | 21 gennaio 2000  | 2000            |
| 10a | Nobody's Nose               | Questione di naso              | 24 gennaio 2000  | 2000            |
| 10b | Scuba Doobie Doo            | Posta pericolosa               | 24 gennaio 2000  | 2000            |
| 11a | Jujubombs                   | I cicabombi                    | 28 gennaio 2000  | 2000            |
| 11b | Turtle Soup                 | Brodo di tartaruga             | 28 gennaio 2000  | 2000            |
| 12a | A Bicycle Built for Me      | Una bicicletta tutta per me    | 14 aprile 2000   | 2000            |
| 12b | Crowded House               | Una folla sull'isola           | 14 aprile 2000   | 2000            |
| 13a | High Camp                   | Chi la fa l'aspetti            | 14 aprile 2000   | 2000            |
| 13b | Sneeze, Please              | Il raffreddore                 | 14 aprile 2000   | 2000            |

## Seconda stagione
| nº  | Titolo originale                      | Titolo italiano                 | Prima TV USA     | Prima TV Italia |
| --- | ------------------------------------- | ------------------------------- | ---------------- | --------------- |
| 1a  | A Learning Experience                 | Un'esperienza istruttiva        | 7 gennaio 2001   | 13 maggio 2002  |
| 1b  | We the People                         | Tempo di elezioni               | 7 gennaio 2001   | 13 maggio 2002  |
| 2a  | Money                                 | Soldi, soldi, soldi!            | 14 gennaio 2001  | 14 maggio 2002  |
| 2b  | Repeat After Me                       |                                 | 14 gennaio 2001  | 14 maggio 2002  |
| 3a  | Thanks, but No Thanks                 |                                 | 21 gennaio 2001  | 15 maggio 2002  |
| 3b  | Hot Dog                               | Hot Dog                         | 21 gennaio 2001  | 15 maggio 2002  |
| 4a  | That Sinking Feeling                  | L'isola affonda                 | 4 febbraio 2001  | 16 maggio 2002  |
| 4b  | Founder's Day                         |                                 | 4 febbraio 2001  | 16 maggio 2002  |
| 5a  | Giant Steps                           | Passi da gigante                | 18 febbraio 2001 | 17 maggio 2002  |
| 5b  | Night of the Living Ancestors         | La notte degli antenati viventi | 18 febbraio 2001 | 17 maggio 2002  |
| 6a  | For the Love of Mike                  | Quella cotta per Mike           | 4 marzo 2001     | 20 maggio 2002  |
| 6b  | Sparks                                | Notti elettriche                | 4 marzo 2001     | 20 maggio 2002  |
| 7a  | Brave Sir Lancelot                    | Sir Lancillotto                 | 29 aprile 2001   | 21 maggio 2002  |
| 7b  | The Big Game                          |                                 | 29 aprile 2001   | 21 maggio 2002  |
| 8a  | Flustering Footwear Flotsam           | Pazzi per la scarpa             | 6 maggio 2001    | 22 maggio 2002  |
| 8b  | Fathers and Pies                      | Padri e torte                   | 6 maggio 2001    | 22 maggio 2002  |
| 9a  | Queeks, Queeks, Who's Got the Queeks? | Il riscatto                     | 13 maggio 2001   | 23 maggio 2002  |
| 9b  | Alfred, Lord of the Jungle            | Alfred, re della giungla        | 13 maggio 2001   | 23 maggio 2002  |
| 10a | The King of Curtains                  | Arriva il re                    | 20 maggio 2001   | 24 maggio 2002  |
| 10b | Margery the Duck                      | Margery la papera               | 20 maggio 2001   | 24 maggio 2002  |
| 11a | A Freudian Split                      |                                 | 20 maggio 2001   | 27 maggio 2002  |
| 11b | Fitness Fever                         | La febbre del fitness           | 20 maggio 2001   | 27 maggio 2002  |
| 12a | The Hunter and the Hunted             | Il cacciatore e la preda        | 27 maggio 2001   | 28 maggio 2002  |
| 12b | To Serve Lu                           | La schiava di Lu                | 27 maggio 2001   | 28 maggio 2002  |
| 13a | The Three Amigas                      | Amiche per la pelle             | 27 maggio 2001   | 29 maggio 2002  |
| 13b | Sleeping Ugly                         | La brutta addormentata          | 27 maggio 2001   | 29 maggio 2002  |